# منتخب أيرلندا للكريكت
منتخب أيرلندا للكريكت (بالإنجليزية: Ireland cricket team)‏ هو ممثل المملكة المتحدة الرسمي في المنافسات الدولية في الكريكت
.

## وصلات خارجية
- الموقع الرسمي